# Heliconius luciana
Espèce
Heliconius luciana est une espèce de papillons de la famille des Nymphalidae, de la sous-famille des Heliconiinae et du genre Heliconius.

## Systématique
L'espèce Heliconius luciana a été décrite en 1960 par l'entomologiste français René Lichy (d) (1896-1981).

## Liste des sous-espèces
- Heliconius luciana luciana
- Heliconius luciana watunna Lichy, 1960[1].

## Description
Heliconius luciana est un grand papillon au corps fin et aux ailes antérieures allongées à bord interne concave qui présente une ressemblance (mimétisme Müllérien) avec Heliconius antiochus et certaines formes locales d' Heliconius burneyi et Heliconius hecale.
Le dessus est de couleur noire avec aux ailes antérieures des bandes blanches veinées de noir une proche de l'apex et une allant du bord costal à l'angle interne.

## Biologie

### Plantes hôtes
Les plantes hôtes de sa chenille sont des Passifloraceae (Granadilla).

## Écologie et distribution
Heliconius luciana est présent au Venezuela et dans le Nord du Brésil,.

### Biotope
Heliconius luciana réside en lisière de forêt jusqu'à 1 500 m.

## Protection
Pas de statut de protection particulier.